# Joel Mauricio Isabel Ortiz
Joel Mauricio Isabel Ortiz,  född 4 november 1987 i Colombia, är en svensk skådespelare, dramaturg och författare. Ortiz växte upp i Norrköping.
Han är utbildad på Balettakademins musikalartistutbildning i Göteborg och på Stockholms Dramatiska Högskola.
Sedan 2021 arbetar Joel som dramaturg på Kulturhuset Stadsteatern. 
Romanen "Tillbedjan" nominerades till årets roman av litteraturpriset Prisma.

## Pjäser i urval
- 2010 – Vita Hästen, Riksteatern (medverkan)[5]
- 2011 – West Side Story, Göteborgsoperan (medverkan)[5]
- 2012 – La Cage aux Folles, Oscarsteatern (medverkan)[5]
- 2013 – Priscilla, Queen of the Desert, Göta Lejon (medverkan)[5]
- 2014 – Livet är en schlager, Cirkus (medverkan)[5]
- 2015 – La Cage aux folles, Uppsala Stadsteater (medverkan)[5]
- 2017 – Godspell, Malmö Opera (medverkan)[5]
- 2015-2019 – Skådespelare, Unga Klara (medverkan)[5]
- 2020 – Den svenska sonen, Riksteatern/Unga Klara (manus och regi)[6]
- 2021 – Dramaturg, Kulturhuset Stadsteatern (Dramaturgiatet)[5]
- 2024 – Company, Kulturhuset Stadsteatern (Paul)[5]